# Ocean City (Maryland)
Ocean City, oficiálně Town of Ocean City, je město ve Spojených státech amerických. Nachází se v okrese Worcester County ve státě Maryland. Ve městě žije přibližně 6 800 obyvatel a jeho rozloha činí 94,2 km². Leží na poloostrově Delmarva východně od města Salisbury. Je významné jako turistické letovisko ležící na pobřeží Atlantského oceánu, takže ačkoliv zde trvale žije jen několik tisíc obyvatel, během sezóny dosahuje populace města několika set tisíc obyvatel, přičemž ročně město navštíví celkem asi osm milionů turistů. Po Baltimoru je tak během turistické sezóny druhým defacto nejlidnatějším městem v Marylandu.
Panuje zde podnebí hraničící mezi vlhkým subtropickým a oceánickým; léta jsou teplá, ale zimy relativně chladné. Asi 90 % stálých obyvatel města tvoří běloši, 6 % Hispánci a po jednom procentu Afroameričané a Asiaté.

## Partnerská města
- Finale Ligure, Itálie
- Pärnu, Estonsko
- Virginia Beach, Spojené státy americké